# Kup, Veszprém
Kup  este un sat în districtul Pápa, județul Veszprém, Ungaria, având o populație de 469 de locuitori (2011). 

## Demografie
Componența etnică a satului Kup
     Maghiari (78,52%)
     Romi (11,34%)
     Germani (10,14%)
Componența confesională a satului Kup
     Romano-catolici (55,65%)
     Reformați (11,73%)
     Luterani (6,18%)
     Fără religie (4,9%)
     Necunoscută (21,54%)
     Alte religii (1,92%)
Conform recensământului din 2011, satul Kup avea 469 de locuitori. Din punct de vedere etnic, majoritatea locuitorilor (78,52%) erau maghiari, existând și minorități de romi (11,34%) și germani (10,14%).  Din punct de vedere confesional, majoritatea locuitorilor (55,65%) erau romano-catolici, existând și minorități de reformați (11,73%), luterani (6,18%) și persoane fără religie (4,9%). Pentru 21,54% din locuitori nu este cunoscută apartenența confesională.